# Fiche suiveuse

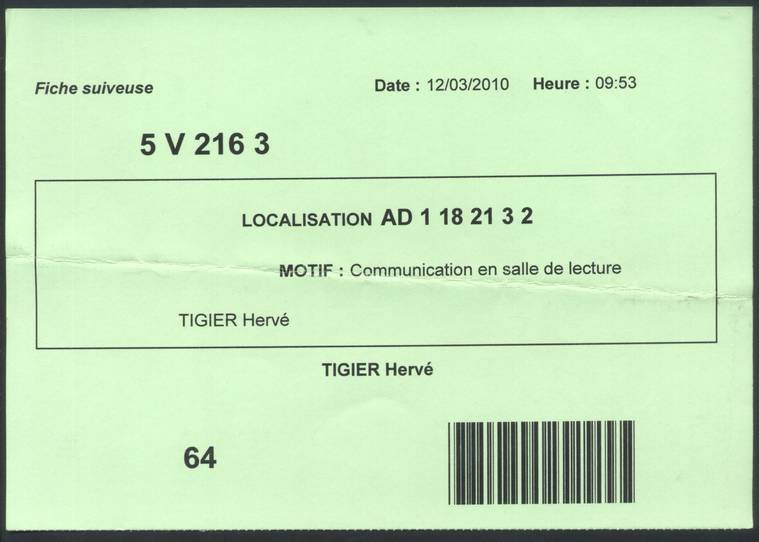
Fiche suiveuse d'un article de la série V des Archives départementales d'Ille-et-Vilaine sorti des magasins pour être consulté à la table 64 en mars 2010.

Une fiche suiveuse est un document de papier ou de carton produit pour accompagner spécifiquement un objet durant ses déplacements dans un organisme. Chaque fiche est porteuse d'informations, en particulier une description et identification normalisées, complétées d'indications sur d'éventuelles opérations qu'il pourrait subir successivement. Au cours du cheminement et en fonction de l'évolution de l'objet, la fiche peut fournir, à chaque point d'intervention, à des personnes ou des interfaces certaines de ces informations et en recevoir d'autres, l'informatique et les procédés de lecture automatique de codes-barres facilitant ces échanges et la gestion de l'ensemble des objets munis d'une fiche suiveuse. 
Les fiches suiveuses sont utilisées par des systèmes de gestion d'archives et de bibliothèques, éventuellement en association avec un « fantôme » qui est laissé à la place du document retiré jusqu'à son retour.